# Nekrolog 2. Quartal 1920
Nekrolog
◄◄
| ◄
| 1916
| 1917
| 1918
| 1919
| 1920 | 1921 | 1922 | 1923 | 1924 | ► | ►►
1. Quartal |
2. Quartal |
3. Quartal |
4. Quartal 1920
Weitere Ereignisse | Allgemeiner Nekrolog 1920
Die Beschreibung der verstorbenen Person sollte so kurz wie möglich gehalten sein und nur deren signifikante Tätigkeit(en) enthalten.
Neue Namen ggf. auch unter dem Geburts- und Sterbedatum, also etwa unter 1. Januar und im Geburts- und Sterbejahr (2024) eintragen (nur bei entsprechender großer Wichtigkeit). Für Beispiele siehe die schon vorhandenen Artikel.
Außerdem über die fünf zuletzt Verstorbenen, zu denen es einen ausreichend guten Artikel für eine Präsentation auf der Hauptseite gibt, nach der todesbedingten Überarbeitung der Artikel ggf. auch unter Wikipedia Diskussion:Hauptseite informieren und sie am besten auch in den anderen Wikipedia-Sprachversionen eintragen. Tipp: Regelmäßig bei news.google.de nach „ist tot“, „gestorben“ oder „verstorben“ suchen.
Wenn eine Person gestorben ist, gibt es viele Seiten zu dieser Person in der Wikipedia, die davon auch betroffen sind und entsprechend aktualisiert werden müssen. Beispiele: Namenübersichtsseite, Geburtsjahr, Geburtsort-Seiten und viele mehr.
Wie finde ich die betroffenen Seiten?
Im Suchfeld auf der linken Seite gibt man den Suchbegriff so ein: „Vorname Nachname“. Dann klickt man auf Volltext und alle Seiten mit entsprechendem Suchtext werden aufgerufen. Hier sieht man dann schnell, wo auch das Todesjahr Sinn macht oder sogar ein Teil des Artikels angepasst werden muss. Auch hilft das „Werkzeug“ auf der linken Seite sehr gut, um solche Seiten aufzufinden: „Links auf diese Seite“. Somit ist die Wikipedia wieder aktuell in allen Bereichen! Hinweis: bei Eintragung der Kategorie „Gestorben JAHR“ wird der Missbrauchsfilter 49 ausgelöst, was jedoch nicht schlimm ist. Siehe: Spezial:Missbrauchsfilter/49
Dies ist eine Liste von im zweiten Quartal 1920 verstorbenen bekannten Persönlichkeiten. Die Einträge erfolgen innerhalb der einzelnen Daten alphabetisch sortiert. Tiere sind im Nekrolog für Tiere zu finden.

## April
| Tag       | Name                                        | Beruf, bekannt als                                                                           | Alter | Beleg |
| --------- | ------------------------------------------- | -------------------------------------------------------------------------------------------- | ----- | ----- |
| 1. April  | Case Broderick                              | US-amerikanischer Politiker                                                                  | 80    |       |
| 1. April  | Christian August Julius Clemen              | deutscher evangelischer Theologe, Oberlehrer und Oberkirchenrat                              | 81    |       |
| 1. April  | Hermann Plock                               | deutscher Maler des Realismus                                                                | 62    |       |
| 1. April  | Walter Simon                                | deutscher Bankier, Professor und Stadtrat in Königsberg                                      | 62    |       |
| 2. April  | Victor Blüthgen                             | deutscher Dichter und Schriftsteller                                                         | 76    |       |
| 2. April  | Eugen von Daday                             | ungarischer Zoologe                                                                          | 64    |       |
| 2. April  | Wilhelm von Gegerfelt                       | schwedischer Landschafts- und Marinemaler                                                    | 75    |       |
| 2. April  | Salo Schottländer                           | deutscher Verleger                                                                           | 75    |       |
| 3. April  | Mary Katharine Brandegee                    | US-amerikanische Botanikerin und Pflanzensammlerin                                           | 75    |       |
| 3. April  | Hermann Dietz                               | deutscher Reichsgerichtsrat                                                                  | 77    |       |
| 3. April  | Hugo von Schauer                            | österreichischer Jurist, Justizminister                                                      | 58    |       |
| 3. April  | Lyman T. Tingier                            | US-amerikanischer Politiker                                                                  | 57    |       |
| 4. April  | Carl Bohm                                   | deutscher Komponist                                                                          | 75    |       |
| 4. April  | Wilhelm Philipp Hauck                       | österreichischer Mechaniker                                                                  | 68    |       |
| 5. April  | Laurent Marqueste                           | französischer Bildhauer                                                                      | 71    |       |
| 5. April  | Hans Rehn                                   | österreichischer Cellist, Schlagwerker, Komponist und Musikerzieher                          | 56    |       |
| 5. April  | Carl Wagener                                | deutscher Klassischer Philologe und Gymnasiallehrer                                          | 78    |       |
| 6. April  | George Madison Adams                        | US-amerikanischer Politiker                                                                  | 82    |       |
| 6. April  | Julius Elster                               | deutscher Lehrer und Physiker                                                                | 65    |       |
| 6. April  | Nikolaus IV. Esterházy de Galantha          | Adliger in Österreich und Ungarn                                                             | 50    |       |
| 6. April  | Archibald Peake                             | australischer Politiker, dreimaliger Premierminister von South Australia                     | 59    |       |
| 7. April  | Karl Binding                                | deutscher Jurist, Professor für Strafrecht                                                   | 78    |       |
| 7. April  | Wilhelm Büchsel                             | deutscher Admiral                                                                            | 71    |       |
| 7. April  | Caroline Alice Elgar                        | britische Schriftstellerin und Ehefrau des Komponisten Edward Elgar                          | 71    |       |
| 7. April  | Hermann Ferdinand Julius Hering             | deutscher evangelischer Theologe                                                             | 82    |       |
| 7. April  | Auguste Lalance                             | Industrieller und Politiker, MdR                                                             | 89    |       |
| 7. April  | Paul Thorer                                 | deutscher Unternehmer und Verbandsfunktionär                                                 | 62    |       |
| 8. April  | Leo Bloch                                   | deutscher Altertumswissenschaftler                                                           | 56    |       |
| 8. April  | Charles Tomlinson Griffes                   | US-amerikanischer Komponist                                                                  | 35    |       |
| 9. April  | Moritz Cantor                               | erster deutscher Professor für die Geschichte der Mathematik                                 | 90    |       |
| 9. April  | Daniel Kelly                                | US-amerikanischer Weitspringer und Sprinter                                                  | 36    |       |
| 10. April | Tryggve Andersen                            | norwegischer Schriftsteller                                                                  | 53    |       |
| 10. April | Marie Berg                                  | deutsche Theaterschauspielerin und Sängerin                                                  | 80    |       |
| 11. April | Ludwig A. Fuchsik                           | österreichischer Architekt                                                                   | 66    |       |
| 11. April | Ferdinand Roybet                            | französischer Maler                                                                          | 79    |       |
| 12. April | Hamilton Goold-Adams                        | irischer Offizier und Kolonialbeamter                                                        | 61    |       |
| 12. April | Franz Knauff                                | deutscher Hygieniker                                                                         | 84    |       |
| 12. April | Oskar Münsterberg                           | deutscher Philologe und Unternehmer                                                          | 54    |       |
| 12. April | Teresa de Los Andes                         | Unbeschuhte Karmelitin                                                                       | 19    |       |
| 13. April | August Carl Klein                           | deutscher Brauereibesitzer und Bürgermeister von Saarbrücken                                 | 72    |       |
| 13. April | Iossif Alexejewitsch Pokrowski              | russischer Rechtswissenschaftler                                                             | 51    |       |
| 13. April | Stefanos Streit                             | griechischer Jurist und Politiker und Hochschullehrer                                        |       |       |
| 13. April | Takaki Kanehiro                             | japanischer Schiffsarzt                                                                      | 70    |       |
| 14. April | Moriz Benedikt                              | österreichischer Neurologe                                                                   | 84    |       |
| 14. April | Fritz Gottlob                               | deutscher Architekt                                                                          | 60    |       |
| 14. April | Traugott von Sauberzweig                    | preußischer Generalleutnant im Ersten Weltkrieg                                              | 56    |       |
| 15. April | Georg Propping                              | deutscher Bankdirektor und Politiker (DFP), MdR                                              | 82    |       |
| 16. April | Mathilde von Hartenthal                     | österreichische Malerin und Radiererin                                                       | 76    |       |
| 16. April | Friedrich Knollmann                         | deutscher Politiker der DNVP                                                                 | 40    |       |
| 16. April | Julius Pollak                               | österreichischer Maler                                                                       | 74    |       |
| 17. April | Aloysia von Liechtenstein                   | liechtensteinische Adlige, Prinzessin von und zu Liechtenstein                               | 81    |       |
| 17. April | August Johannes Dorner                      | deutscher evangelischer Theologe                                                             | 73    |       |
| 17. April | Hans Dworak                                 | österreichischer Architekt                                                                   | 49    |       |
| 17. April | Hans Stoltenberg Lerche                     | norwegischer Kunsthandwerker und Bildhauer                                                   | 52    |       |
| 18. April | Fritz Hoffmann-La Roche                     | Gründer von Hoffmann-La Roche                                                                | 51    |       |
| 18. April | Rudolph Messel                              | deutsch-britischer Chemiker                                                                  | 72    |       |
| 19. April | Alphonse Desjardins                         | kanadischer Journalist, Mitbegründer der Bank Caisses Desjardins                             | 65    |       |
| 19. April | Franz Erdmann Häussler                      | deutscher Genremaler                                                                         | 74    |       |
| 19. April | Mathilde Mallinger                          | österreichische Opernsängerin (Sopran) und Gesangspädagogin                                  | 72    |       |
| 20. April | Karl Berroth                                | württembergischer Landtagsabgeordneter                                                       | 40    |       |
| 20. April | François-Joseph-Edwin Bonnefoy              | französischer römisch-katholischer Geistlicher und Erzbischof von Aix                        | 84    |       |
| 20. April | Pierre Daniel Chantepie de la Saussaye      | niederländischer evangelischer Theologe und Religionswissenschaftler                         | 72    |       |
| 20. April | Dmitri Iossifowitsch Iwanowski              | russischer Biologe und Virologe                                                              | 55    |       |
| 20. April | Tony Jackson                                | US-amerikanischer Pianist, Sänger und Komponist                                              | 43    |       |
| 20. April | August Raps                                 | deutscher Physiker                                                                           | 55    |       |
| 21. April | Henry Mosler                                | US-amerikanischer Maler, Holzschneider und Illustrator                                       | 78    |       |
| 21. April | Hermann Otto Reimarus                       | deutscher Politiker und Oberbürgermeister der Stadt Magdeburg                                | 62    |       |
| 21. April | Louis Schellenberg                          | deutscher Verleger                                                                           | 67    |       |
| 22. April | Adolph Doebber                              | deutscher Architekt, Baubeamter und Architekturhistoriker                                    | 71    |       |
| 23. April | Franz Berghoff-Ising                        | deutscher Nationalökonom und Hochschullehrer                                                 | 62    |       |
| 23. April | Jefferson Davis Brodhead                    | US-amerikanischer Politiker                                                                  | 61    |       |
| 23. April | Gijsbertus Derksen                          | niederländischer Maler, Zeichner und Aquarellist                                             | 49    |       |
| 23. April | Jan Mankes                                  | niederländischer Maler und Zeichner                                                          | 30    |       |
| 23. April | Gottlieb Marktanner-Turneretscher           | Naturwissenschaftler, Museumsbeamter und Fotograf                                            | 61    |       |
| 23. April | Moritz Trautmann                            | deutscher Anglist                                                                            | 78    |       |
| 23. April | Franz Werthmann                             | deutscher Landwirt, Bürgermeister und Politiker (Zentrum), MdR                               |       |       |
| 24. April | Joseph Fraenkel                             | österreichisch-amerikanischer Neurologe                                                      | 52    |       |
| 24. April | Nathan Goff                                 | US-amerikanischer Jurist und Politiker                                                       | 77    |       |
| 24. April | Tycho Tullberg                              | schwedischer Zoologe                                                                         | 77    |       |
| 25. April | Herman Bjorn Dahle                          | US-amerikanischer Politiker                                                                  | 65    |       |
| 25. April | Silas A. Holcomb                            | US-amerikanischer Jurist und Politiker                                                       | 61    |       |
| 25. April | Charles Archibald Nichols                   | US-amerikanischer Politiker                                                                  | 43    |       |
| 25. April | Peter Rehder                                | deutscher Wasserbauingenieur und preußischer bzw. lübeckischer Baubeamter                    | 76    |       |
| 26. April | Friedrich Imhoof-Blumer                     | Schweizer Numismatiker                                                                       | 81    |       |
| 26. April | Simon Prem                                  | österreichischer Gymnasiallehrer und Literaturhistoriker                                     | 66    |       |
| 26. April | S. Ramanujan                                | indischer Mathematiker                                                                       | 32    |       |
| 27. April | Jacob Ungerer                               | deutscher Bildhauer                                                                          | 79    |       |
| 28. April | Friedrich Bischoff                          | deutscher Reeder und Kaufmann                                                                | 59    |       |
| 28. April | John Thomas Lenahan                         | US-amerikanischer Politiker                                                                  | 67    |       |
| 28. April | Anton Šantel                                | österreichisch-jugoslawischer Lehrer und Übersetzer                                          | 75    |       |
| 28. April | Paul von Störck                             | österreichischer Gutsbesitzer und Politiker, Pionier des Genossenschaftswesens in Österreich | 69    |       |
| 28. April | Kliment Arkadjewitsch Timirjasew            | russischer Biologe                                                                           | 76    |       |
| 29. April | Clemens zur Lippe-Biesterfeld-Weißenfeld    | sächsischer Politiker, Mitglied der I. Kammer des Sächsischen Landtags                       | 59    |       |
| 29. April | Richard Radow                               | deutscher Opernsänger                                                                        | 55    |       |
| 30. April | Julius Carben                               | deutscher Maler, Illustrator und Karikaturist                                                | 58    |       |
| 30. April | Wilhelm Hasbach                             | deutscher Ökonom und Soziologe                                                               | 70    |       |
|           | Foma Ossipowitsch Bogdanowitsch-Dworschezki | russischer Architekt                                                                         |       |       |
|           | Adolf Schulze                               | deutscher Sänger (Bariton) und Musikpädagoge                                                 |       |       |
|           | Ewald Bach                                  | deutscher Theater- und Stummfilmschauspieler                                                 | 48    |       |

## Mai
| Tag     | Name                             | Beruf, bekannt als                                                                    | Alter | Beleg |
| ------- | -------------------------------- | ------------------------------------------------------------------------------------- | ----- | ----- |
| 1. Mai  | Margaret of Connaught            | Kronprinzessin von Schweden                                                           | 38    |       |
| 1. Mai  | Friedrich Freytag                | deutscher Ingenieur und Hochschullehrer                                               | 66    |       |
| 1. Mai  | Hanuš Wihan                      | tschechischer Cellist und Musikpädagoge                                               | 64    |       |
| 2. Mai  | Henriëtte Addicks                | niederländische Malerin und Aquarellistin                                             | 67    |       |
| 2. Mai  | Georg Scherer                    | Landtagsabgeordneter Volksstaat Hessen                                                | 55    |       |
| 2. Mai  | William Wilton                   | schottischer Fußballspieler und -trainer                                              | 54    |       |
| 3. Mai  | Julius Kornbeck                  | deutscher Maler                                                                       | 80    |       |
| 3. Mai  | Gustav Johannes Landerer         | deutscher Mediziner                                                                   | 74    |       |
| 3. Mai  | Joseph Molthan                   | Landtagsabgeordneter im Großherzogtum Hessen                                          | 58    |       |
| 3. Mai  | Albert Vierling                  | deutscher Richter und Heimatforscher                                                  | 84    |       |
| 3. Mai  | Emanuel Wurm                     | deutscher Politiker (SPD), MdR und Staatssekretär des Reichsernährungsamtes           | 62    |       |
| 4. Mai  | Charles-Armand Trépardoux        | französischer Automobilfabrikant, Konstrukteur und Dampfwagenbauer                    | 67    |       |
| 5. Mai  | Louis-Amable Jetté               | kanadischer Politiker, Vizegouverneur von Québec                                      | 84    |       |
| 5. Mai  | Charles-Ange Laisant             | französischer Politiker und Mathematiker                                              | 78    |       |
| 5. Mai  | Hortense Schneider               | französische Operettendiva                                                            | 87    |       |
| 6. Mai  | Lina Bach-Bendel                 | österreichische Theaterschauspielerin und Opernsängerin                               | 66    |       |
| 6. Mai  | Theophil Christen                | Schweizer Arzt, Mathematiker, Physiker, Volkswirtschaftler und Lebensreformer         | 47    |       |
| 6. Mai  | Leopold Pfaundler von Hadermur   | österreichischer Physiker                                                             | 81    |       |
| 6. Mai  | Carl Röchling                    | deutscher Maler und Illustrator                                                       | 64    |       |
| 7. Mai  | Philippine Brand                 | deutsche Theaterschauspielerin                                                        | 79    |       |
| 7. Mai  | Constantin Dobrogeanu-Gherea     | rumänischer Autor und Politiker                                                       | 64    |       |
| 7. Mai  | Hugh Thomson                     | irischer Buchillustrator                                                              | 59    |       |
| 7. Mai  | Hans von Türckheim               | deutscher Botaniker                                                                   | 66    |       |
| 8. Mai  | Franz Burger                     | deutscher Politiker (Zentrum), Mitglied der Bayerischen Abgeordnetenkammer, MdR       | 83    |       |
| 8. Mai  | Viktor von Schmeidel             | österreichischer Landesgerichtsrat und Bundesobmann des Steirischen Sängerbundes      | 63    |       |
| 8. Mai  | Johannes Vollmer                 | deutscher Architekt und Hochschullehrer                                               | 75    |       |
| 9. Mai  | Iwano Hōmei                      | japanischer Schriftsteller, Literaturkritiker und Übersetzer                          | 47    |       |
| 9. Mai  | Alois Hönlinger                  | österreichischer Gutsbesitzer und Politiker                                           | 64    |       |
| 9. Mai  | Georgi Fjodorowitsch Morosow     | russischer Forstwissenschaftler                                                       | 53    |       |
| 9. Mai  | Shimun XXII.                     | Katholikos-Patriarch der autokephalen ostsyrischen „Kirche des Ostens“                |       |       |
| 10. Mai | Adolf Döhring                    | deutscher Richter und Parlamentarier                                                  | 77    |       |
| 10. Mai | John Wesley Hyatt                | US-amerikanischer Chemiker und Erfinder                                               | 82    |       |
| 10. Mai | Max Seliger                      | deutscher Kunstmaler und Kunstgewerbler                                               | 54    |       |
| 11. Mai | Jim Colosimo                     | Vorgänger von Al Capone als Oberhaupt des Chicago Outfit                              | 42    |       |
| 11. Mai | Wilhelm Denner                   | deutscher Politiker (SPD), MdL                                                        | 60    |       |
| 11. Mai | William Dean Howells             | US-amerikanischer Schriftsteller, Literaturkritiker und Zeitungsredakteur             | 83    |       |
| 11. Mai | Hermann Steinmetz                | deutscher Verwaltungsjurist, Präsident des Landeskonsistoriums in Hannover            | 54    |       |
| 13. Mai | William Nicholas Hailmann        | US-amerikanischer Pädagoge schweizerischer Abstammung                                 | 83    |       |
| 13. Mai | Alexander von dem Knesebeck      | preußischer Generalleutnant                                                           | 83    |       |
| 13. Mai | Heinrich Mittag                  | deutscher Maler und Gebrauchsgrafiker                                                 | 60    |       |
| 13. Mai | Franz Moroder                    | Grödner Kaufmann, Geschichtsforscher, Lokalpolitiker                                  | 72    |       |
| 14. Mai | Henry Holbrook Curtis            | US-amerikanischer Hals-Nasen-Ohren-Arzt, Stimmtherapeut, Erfinder des Tonographen     | 63    |       |
| 14. Mai | Ferdinand Sander                 | deutscher Unternehmer und Politiker (NLP), MdR                                        | 79    |       |
| 15. Mai | Giulio Boschi                    | italienischer Geistlicher, Kardinal                                                   | 82    |       |
| 15. Mai | Denham Jordan                    | britischer Naturschriftsteller                                                        |       |       |
| 16. Mai | Marija Botschkarjowa             | russische Offizierin                                                                  | 30    |       |
| 16. Mai | Robert Broadnax Glenn            | US-amerikanischer Jurist und Politiker                                                | 65    |       |
| 16. Mai | Heinrich Harnickell              | preußischer Generalleutnant                                                           | 84    |       |
| 16. Mai | José Gómez Ortega                | spanischer Stierkämpfer                                                               | 25    |       |
| 16. Mai | Karla Máchová                    | böhmische Politikerin                                                                 | 66    |       |
| 16. Mai | Levi P. Morton                   | US-amerikanischer Politiker der Republikaner, 22. Vizepräsident der USA               | 96    |       |
| 17. Mai | Valentin von Ballestrem          | deutscher Adeliger, Industrieller und Politiker (Zentrum)                             | 59    |       |
| 17. Mai | Hugo Marquardsen                 | deutscher Geograph des Reichskolonialamts                                             | 51    |       |
| 17. Mai | Frank Matcham                    | britischer Theaterarchitekt                                                           | 65    |       |
| 17. Mai | Karl Mögling                     | württembergischer Oberamtmann                                                         | 51    |       |
| 17. Mai | Jean-Louis Pascal                | französischer Architekt der Beaux-Arts-Tradition                                      | 82    |       |
| 18. Mai | Leopold Breinbauer senior        | österreichischer Orgelbauer                                                           | 61    |       |
| 18. Mai | Margaret Damer Dawson            | englisch-britische Tierschützerin, Antivivisektionistin, Philanthropin und Polizistin | 46    |       |
| 18. Mai | August Fournier                  | österreichischer Historiker und Politiker                                             | 69    |       |
| 19. Mai | Honorio Alarcón                  | kolumbianischer Pianist und Musikpädagoge                                             | 61    |       |
| 19. Mai | Leonid Wladimirowitsch Assur     | russischer Maschinenbauingenieur                                                      | 42    |       |
| 19. Mai | José Curry da Câmara Cabral      | portugiesischer Arzt                                                                  | 76    |       |
| 19. Mai | Edgar D. Crumpacker              | US-amerikanischer Politiker                                                           | 68    |       |
| 19. Mai | Adolf Hantzsch                   | sächsischer Lehrer und Heimatforscher                                                 | 78    |       |
| 20. Mai | Emil Ábrányi                     | ungarischer Schriftsteller, Journalist und Opernlibrettist                            | 69    |       |
| 20. Mai | Maximilian von Groller-Mildensee | österreichischer Oberst, Provinzialrömischer Archäologe und Mappierungsunterdirektor  | 81    |       |
| 20. Mai | Eduard von Hoffmeister           | preußischer Generalleutnant und Militärhistoriker                                     | 67    |       |
| 21. Mai | Venustiano Carranza              | mexikanischer Politiker, Revolutionär und Präsident von Mexiko (1914–1920)            | 60    |       |
| 21. Mai | Charles Phillip Johnson          | US-amerikanischer Politiker                                                           | 84    |       |
| 21. Mai | Hans Paasche                     | deutscher Schriftsteller, Menschenrechtler und Pazifist                               | 39    |       |
| 21. Mai | Eleanor Hodgman Porter           | US-amerikanische Kinderbuchautorin                                                    | 51    |       |
| 21. Mai | Friedrich Schatz                 | deutscher Gynäkologe                                                                  | 78    |       |
| 21. Mai | Sultanmachmut Toraighyrow        | kasachischer Schriftsteller und Dichter                                               | 26    |       |
| 22. Mai | Robert Cossy                     | Schweizer Politiker (FDP)                                                             | 59    |       |
| 22. Mai | Joseph J. Gill                   | US-amerikanischer Politiker                                                           | 73    |       |
| 22. Mai | Georg Recknagel                  | deutscher Physiker und Schuldirektor                                                  | 85    |       |
| 22. Mai | Hal Reid                         | US-amerikanischer Schauspieler und Autor                                              |       |       |
| 23. Mai | Svetozar Boroević von Bojna      | österreichischer Feldmarschall                                                        | 63    |       |
| 23. Mai | Heorhij Narbut                   | ukrainischer Maler, Buchillustrator und Grafiker                                      | 34    |       |
| 23. Mai | Karl Johann Nikolaus Piepho      | deutscher Stillleben-, Landschafts- und Bildnismaler                                  | 51    |       |
| 23. Mai | Moritz Steckelmacher             | deutscher Rabbiner                                                                    | 68    |       |
| 23. Mai | Otto Umfrid                      | deutscher evangelischer Theologe und Pazifist                                         | 63    |       |
| 25. Mai | Richard Alexandrowitsch Bergholz | russischer Maler                                                                      | 54    |       |
| 25. Mai | Heinrich Bolau                   | deutscher Zoologe und Zoodirektor                                                     | 83    |       |
| 25. Mai | Jean-Baptiste Flamme             | belgischer Ingenieur                                                                  | 72    |       |
| 25. Mai | Georg Jarno                      | ungarischer Komponist                                                                 | 51    |       |
| 25. Mai | Erwin Preuschen                  | deutscher Philologe und evangelischer Theologe                                        | 53    |       |
| 26. Mai | Adolf Goetze                     | deutscher Verwaltungsjurist                                                           | 82    |       |
| 26. Mai | Willi Handl                      | österreichisch-deutscher Schriftsteller und Theaterkritiker                           | 48    |       |
| 26. Mai | Fritz Schnitzler                 | deutscher Genremaler und Illustrator der Düsseldorfer Malerschule                     | 69    |       |
| 27. Mai | Robert Marsland Groves           | britischer Offizier der Luftstreitkräfte und der Marine des Vereinigten Königreichs   | 40    |       |
| 27. Mai | Oskar Schanz                     | deutscher Jurist und Politiker, MdL (Königreich Sachsen)                              | 51    |       |
| 28. Mai | Leopold Gruber                   | österreichischer Tuchhändler und Gemeindepolitiker in Wels                            | 79    |       |
| 29. Mai | Oswald Ahnert                    | deutscher Jurist und Politiker (NLP), MdL (Königreich Sachsen)                        | 76    |       |
| 29. Mai | Carlos Deltour                   | französischer Ruderer                                                                 | 56    |       |
| 30. Mai | Joseph Eduard Konrad Bischoff    | katholischer Pfarrer und Schriftsteller                                               | 91    |       |
| 30. Mai | Thomas W. Bradley                | US-amerikanischer Politiker                                                           | 76    |       |
| 30. Mai | Stefan Paprikow                  | bulgarischer Militärangehöriger und Politiker                                         | 62    |       |
| 31. Mai | Nasrullah Khan                   | Emir von Afghanistan                                                                  |       |       |
|         | Sergei Georgijewitsch Laso       | russisch-moldauischer Offizier, Bolschewik und Kämpfer im russischen Bürgerkrieg      | 26    |       |
|         | Wsewolod Michailowitsch Sibirzew | russischer Revolutionär                                                               | 26    |       |

## Juni
| Tag      | Name                                        | Beruf, bekannt als                                                            | Alter | Beleg |
| -------- | ------------------------------------------- | ----------------------------------------------------------------------------- | ----- | ----- |
| 1. Juni  | Friedrich Funke                             | deutscher Industrieller                                                       | 66    |       |
| 1. Juni  | Richard Reinhard                            | deutscher Verwaltungsbeamter und Politiker                                    | 74    |       |
| 4. Juni  | Eberhard von der Recke                      | preußischer Verwaltungsjurist, Landrat sowie Regierungspräsident in Köslin    | 73    |       |
| 4. Juni  | Heinrich Stöckhardt                         | deutscher Architekt                                                           | 77    |       |
| 5. Juni  | Rhoda Broughton                             | walisische Unterhaltungsschriftstellerin                                      | 79    |       |
| 5. Juni  | Johann Eck                                  | deutscher Bürgermeister, Landwirt und Politiker (Zentrum), MdR                | 87    |       |
| 5. Juni  | Carl Heiligenstadt                          | deutscher Bankdirektor und Politiker (NLP), MdR                               | 59    |       |
| 5. Juni  | Charles Jensen                              | dänischer Turner                                                              | 34    |       |
| 5. Juni  | Eduard Rabe                                 | Senator der Hansestadt Lübeck                                                 | 75    |       |
| 6. Juni  | António Maria Baptista                      | portugiesischer Militär und Politiker                                         | 54    |       |
| 6. Juni  | James Dunsmuir                              | kanadischer Politiker                                                         | 68    |       |
| 6. Juni  | Theodor Habelmann                           | deutscher Opernsänger (Tenor) und Opernregisseur                              | 86    |       |
| 6. Juni  | Friedrich Kreß von Kressenstein             | bayerischer General der Infanterie                                            | 65    |       |
| 6. Juni  | Henrik Scharling                            | dänischer Schriftsteller und Hochschulrektor                                  | 84    |       |
| 7. Juni  | Friedrich Eduard Behrens                    | deutscher Industrieller und Philanthrop                                       | 83    |       |
| 7. Juni  | Emilio Boggio                               | venezolanischer Maler                                                         | 63    |       |
| 7. Juni  | John C. Cook                                | US-amerikanischer Politiker                                                   | 73    |       |
| 7. Juni  | Louis Debierre                              | französischer Orgelbauer                                                      | 77    |       |
| 8. Juni  | Georg von Rechenberg                        | preußischer Generalleutnant                                                   | 74    |       |
| 8. Juni  | Augusto Righi                               | italienischer Physiker                                                        | 69    |       |
| 9. Juni  | Paul Bedjan                                 | Missionar und Herausgeber                                                     | 81    |       |
| 9. Juni  | Henry Theodore Böttinger                    | deutscher Unternehmer und Politiker (NLP)                                     | 71    |       |
| 9. Juni  | William Eppelsheimer                        | deutscher Ingenieur                                                           | 78    |       |
| 9. Juni  | Hermann Herlitz                             | Kaufmann in Deutschland und England, Pastor und Synodalpräsident in Melbourne | 85    |       |
| 10. Juni | Carl Heinrich Cornill                       | deutscher evangelischer Theologe                                              | 66    |       |
| 10. Juni | Gherardo Ghirardini                         | italienischer Klassischer Archäologe                                          | 65    |       |
| 10. Juni | David Berry Hart                            | schottischer Chirurg und Hochschullehrer, Gynäkologe und Geburtshelfer        | 68    |       |
| 10. Juni | Franz Richarz                               | deutscher Physiker und Hochschullehrer                                        | 59    |       |
| 11. Juni | Gustaf Hedberg                              | schwedischer Buchbinder                                                       | 61    |       |
| 12. Juni | Eduard Clausnitzer                          | deutscher Pädagoge und Theologe                                               | 49    |       |
| 12. Juni | Leopold von Hübel                           | deutscher Verwaltungsjurist und Verleger                                      | 58    |       |
| 12. Juni | Julius Stockhausen                          | deutscher Industrieller und Chemiker                                          | 69    |       |
| 12. Juni | Robert Walterskirchen                       | österreichischer Politiker                                                    | 81    |       |
| 12. Juni | Nikolaos Zorbas                             | griechischer Offizier und Putschist                                           | 75    |       |
| 13. Juni | Albert Bösel                                | deutscher Botaniker und Schulrektor                                           | 86    |       |
| 13. Juni | Friedrich Nasse                             | deutscher Landrat                                                             |       |       |
| 13. Juni | Essad Pascha Toptani                        | albanischer Großgrundbesitzer und Politiker                                   |       |       |
| 14. Juni | Karl August Gustav Dumreicher               | deutscher Reichsgerichtsrat                                                   | 78    |       |
| 14. Juni | Anna Maria Mozzoni                          | italienische Frauenrechtlerin, Schriftstellerin und Journalistin              | 83    |       |
| 14. Juni | Alexander Wladimirowitsch Raswosow          | russischer Seeoffizier und Admiral                                            | 40    |       |
| 14. Juni | Réjane                                      | französische Schauspielerin                                                   | 64    |       |
| 14. Juni | Max Weber                                   | deutscher Soziologe und Nationalökonom                                        | 56    |       |
| 15. Juni | Rufus E. Brown                              | US-amerikanischer Jurist                                                      | 65    |       |
| 15. Juni | Gaston Carraud                              | französischer Komponist und Musikkritiker                                     | 55    |       |
| 15. Juni | Joseph Hesser                               | katholischer Ordensmann, Chinamissionar                                       | 52    |       |
| 15. Juni | Josef von Matt                              | Schweizer Politiker                                                           | 73    |       |
| 16. Juni | Adolf Neumann                               | sächsischer Architekt, Baumeister und Bauunternehmer                          | 68    |       |
| 16. Juni | Mario Puccini                               | italienischer Maler                                                           | 50    |       |
| 17. Juni | Gustava Aloisia Gorton                      | österreichische Adelige und Herrschaftsbesitzerin                             | 57    |       |
| 17. Juni | James Hyslop                                | amerikanischer Philosoph, Parapsychologe                                      | 65    |       |
| 17. Juni | Friedrich Wolff                             | deutscher Unternehmer und Stadtverordneter                                    | 87    |       |
| 17. Juni | Gustav Zander                               | schwedischer Arzt und Physiotherapeut                                         | 85    |       |
| 18. Juni | Jewett W. Adams                             | US-amerikanischer Politiker                                                   | 84    |       |
| 18. Juni | Alberto Barberis                            | italienischer Fußballspieler und Jurist                                       | 32    |       |
| 18. Juni | Herbert Cozens-Hardy, 1. Baron Cozens-Hardy | britischer Jurist und Politiker                                               | 81    |       |
| 18. Juni | John Edmund Fitzmaurice                     | US-amerikanischer römisch-katholischer Geistlicher                            | 81    |       |
| 18. Juni | Gottfried Holthusen                         | deutscher Kaufmann, Politiker und Hamburger Senator                           | 72    |       |
| 18. Juni | Ferdinand von Miltner                       | deutscher Jurist, bayerischer Justizminister                                  | 63    |       |
| 18. Juni | Paul Rowald                                 | deutscher Architekt und kommunaler Baubeamter                                 | 70    |       |
| 18. Juni | Hugo Springer                               | Abt des Stiftes Seitenstetten                                                 | 47    |       |
| 19. Juni | Fətəli Xan Xoyski                           | aserbaidschanischer Premierminister                                           | 44    |       |
| 20. Juni | Marie Adolphe Carnot                        | französischer Chemiker, Bergbauingenieur und Politiker                        | 81    |       |
| 20. Juni | Robert Friedberg                            | deutscher Nationalökonom und Politiker                                        | 68    |       |
| 20. Juni | Ludwig Gattermann                           | deutscher Chemiker                                                            | 60    |       |
| 20. Juni | John Grigg                                  | Astronom                                                                      | 82    |       |
| 20. Juni | Wilhelm von Heyden-Cadow                    | preußischer Landwirtschaftsminister                                           | 81    |       |
| 20. Juni | Johannes Hoffmann                           | dänischer Bildhauer und Diplomat                                              | 75    |       |
| 20. Juni | Robert Emil Lienau                          | deutscher Musikverleger                                                       | 81    |       |
| 20. Juni | James G. Maguire                            | US-amerikanischer Politiker                                                   | 67    |       |
| 20. Juni | Cato Savij von Lerville                     | österreichischer Feldmarschalleutnant                                         | 69    |       |
| 20. Juni | Heinrich zu Schoenaich-Carolath             | deutscher Landrat                                                             | 68    |       |
| 21. Juni | Friedrich Bayer                             | deutscher Unternehmer                                                         | 68    |       |
| 21. Juni | Josiah Conder                               | britischer Architekt in Japan                                                 | 67    |       |
| 21. Juni | Julius Landesberger von Antburg             | österreichischer Rechts- und Wirtschaftswissenschaftler                       | 55    |       |
| 21. Juni | Gaetano Previati                            | italienischer Maler                                                           | 67    |       |
| 22. Juni | August Helms                                | Senator der Stadt Harburg                                                     | 73    |       |
| 22. Juni | Tilly Kutschera                             | österreichische Schauspielerin                                                | 29    |       |
| 22. Juni | Karl Schwier                                | deutscher Redakteur und Fotograf                                              | 77    |       |
| 22. Juni | Gustav Adolf Uthmann                        | deutscher Komponist und Chorleiter                                            | 52    |       |
| 23. Juni | Ludwig Kathariner                           | deutscher Zoologe                                                             | 52    |       |
| 23. Juni | Edvard Möller                               | schwedischer Hoch- und Weitspringer                                           | 32    |       |
| 23. Juni | Harry White                                 | US-amerikanischer Politiker                                                   | 86    |       |
| 24. Juni | August Bolte                                | US-amerikanischer Politiker                                                   | 65    |       |
| 24. Juni | Georgios Christakis-Zografos                | Präsident der Autonomen Republik Nordepirus                                   | 57    |       |
| 24. Juni | Adolf Hansen                                | deutscher Botaniker                                                           | 69    |       |
| 24. Juni | Otto Harrassowitz                           | deutscher Antiquar, Verleger und Autor                                        | 74    |       |
| 25. Juni | Amadeus de Bie                              | Generalabt des Zisterzienserordens                                            | 76    |       |
| 25. Juni | Ludwik Rydygier                             | deutsch-polnischer Chirurg                                                    | 69    |       |
| 26. Juni | Johnston Cornish                            | US-amerikanischer Politiker                                                   | 62    |       |
| 27. Juni | Hack Kampmann                               | dänischer Architekt und Maler                                                 | 63    |       |
| 28. Juni | Moritz Alsberg                              | deutscher Arzt und Anthropologe                                               | 80    |       |
| 28. Juni | Albert Bacmeister                           | deutscher evangelischer Pfarrer und Oberkirchenrat                            | 74    |       |
| 28. Juni | Gawriil Wassiljewitsch Baranowski           | russischer Architekt, Bauingenieur, Kunsthistoriker und Verleger              | 60    |       |
| 28. Juni | Gustav Seligmann                            | deutscher Bankier                                                             | 71    |       |
| 30. Juni | Lena Christ                                 | bayerische Heimatschriftstellerin                                             | 38    |       |
| 30. Juni | Willy Jürges                                | deutscher Unternehmer                                                         | 52    |       |
| 30. Juni | Grigori Nikolajewitsch Potanin              | russischer Entdecker                                                          | 84    |       |
| 30. Juni | Oskar Max Sigismund Schultze                | deutscher Anatom und Hochschullehrer                                          | 60    |       |
| Juni     | Karl Gleitz                                 | deutscher Komponist, Dirigent und Musiklehrer                                 | 57    |       |